# Flemming Rytter
Flemming Rytter (født 7. januar 1949 på Diakonissestiftelsen på Frederiksberg) er en dansk officer og kammerherre.
Flemming Rytter er søn af amtslandinspektør Erik Rytter og hustru Rie Rytter. Han blev student fra Sønderborg Statsskole i 1967. Han blev reserveofficer ved Jydske Luftværnsregiment i Tønder i juli 1969, premierløjtnant af A-linien efter Hærens Officersskole (1970-1975) i 1975 ved Den Kongelige Livgarde, kaptajn 1979, major 1987, oberstløjtnant 1991 og oberst 1997. Gennemgik grundlæggende stabs- og føringsuddannelse ved Forsvarsakademiet 1979 og generalstabsuddannelse ligeledes ved Forsvarsakademiet 1983-1984. Gennemgik forsvarets kursus for enhedschefer (fire moduler) i 2004 samt forsvarets management-uddannelse i 1996.
Han var til geledtjeneste ved Den Kongelige Livgarde 1975-1979, stabstjeneste ved Forsvarets Efterretningstjeneste 1980-1983, sagsbehandler i Forsvarsministeriets 1. kontor 1984-1985, adjudant for forsvarsministeren 1985-1987, kompagnichef ved Den Kongelige Livgardes 1. Bataljon 1987-1988, sagsbehandler ved forsvarsstabens studiesektion 1988-1990, chef for forsvarsstabens våbenkontrolsektion 1991, chef for 1. Livgardebataljon 1992-1993, chef for operationsafdelingen ved hovedkvarteret i Nord-Makedonien 1993-1994, chef for forsvarsstabens inspektionssektion 1994-1996, chef for forsvarsstabens udviklingssektion 1996-1997, forsvarsattaché i Tyskland (sideakkredittering i Holland og Tjekkiet)  (Bonn og Berlin) 1997-2001 og igen forsvarsattaché i Tyskland (sideakkreditering i Holland) (Berlin) 2005-2009 og var chef for Den Kongelige Livgarde fra 2001-2005. Han blev kammerherre i 2001 og tog sin afsked fra Forsvaret i 2009 som 60-årig. 
Efter sin pensionering fra Forsvaret var han som civil udsendt af udenrigsministeriet til hovedkvarteret for EU´s politimission i Aghanistan 2009-2010 samt igen som civil af udenrigsministeriet til Irak som konsul ved den danske ambassade i Bagdad 2010-2011.
Efter pensionering fra forsvaret og efterfølgende udsendelser som civil til Afghanistan og Irak han han været præsident for De Danske Garderforeninger 2014-2019, præsident for Danske Soldaterforeningers Landsråd 2016-2018, formand for Danske Soldater- og Marineforeningers Fællesråd 2017-2018, formand for Fonden Danske Veteranhjem 2015-2016 og medlem af bestyrelsen for Dybbøl Mølle 2018-2021.
Gift med Inger Kirstine Rytter, født Møller. 
Tre drenge fra tidligere ægteskab. Datter (Inger Kirstine Rytter´s datter) døde i 2018.

## Hæder
- Kommandør af Dannebrogsordenen
- Kommandør af Finlands Løves Orden
- Forbundsrepublikken Tysklands Store Fortjenstkors
- Kommandør af Storhertugdømmet Luxembourgs Fortjensttegn
- Forsvarets Medelje for Særlig Fortjenstfuld Indsats
- Fortjensttegnet for god Tjeneste ved Hæren
- Fredsprismedaljen
- Forsvarets Medalje for international Tjeneste  1948-2009
- De Danske Garderforeningers Præsidiums Hæderstegn
- De Danske Garderforeningers Hæderstegn
- Chefen for Den Kongelige Livgardes Mønt (nr. 015)